# Jardines clásicos de Suzhou
Los jardines clásicos de Suzhou son un conjunto de jardines en la ciudad de Suzhou de la provincia de Jiangsu (China), están considerados como Patrimonio de la Humanidad por la Unesco desde el año 1997 y fueron ampliados en el 2000.
En 1997, el Jardín del administrador humilde, Jardín Liuyuan, Parque y jardín Wangshi Yuan, el más famoso de Suzhou, y la Villa de la montaña abrazada por la belleza fueron incluidos en la lista de la Unesco Patrimonio de la Humanidad. En 2000, el Pabellón Canglang, el Jardín de los leones, el Jardín de cultivo, el Jardín Ouyuan y el Jardín Tuisiyuan fueron añadidos a la lista. 
Suzhou es la ciudad de China que más jardines conserva. La mayoría de estos jardines pertenecían a casas particulares. La arquitectura clásica de los jardines chinos incluye siempre cuatro elementos: rocas, agua, pabellones y plantas. 
Algunos de los principales jardines de la ciudad son:
- Jardín del administrador humilde (拙政园 Zhuozheng Yuan): Ocupa casi cinco hectáreas lo que le convierte en uno de los más grandes. Pertenecía a un alto funcionario que lo construyó durante la dinastía Ming
- Jardín del maestro de redes (Wangshi Yuan): Es el más pequeño ya que ocupa tan sólo media hectárea. Fue construido durante la dinastía Song y restaurado en el siglo XVIII.
- Pabellón de las olas azules o pabellón Canglang (Canglang Ting): Es el más antiguo construido a mediados del siglo XI, está rodeado por un foso con agua que hace de muro del jardín. Construido durante la dinastía Song, en su interior se encuentra el Templo de los Quinientos Sabios en el que están esculpidas 594 imágenes que representan la historia de Suzhou.

## Los jardines inscritos
| º      |                      |            |                                                                                     |           |                  |                                                            |
| ------ | -------------------- | ---------- | ----------------------------------------------------------------------------------- | --------- | ---------------- | ---------------------------------------------------------- |
| Imagen | Fecha de inscripción | Referencia | Sitio                                                                               | Área (ha) | Zona tampón (ha) | Coordenadas                                                |
|        | 1997                 | 813-001    | Jardín del administrador humilde (拙政园/拙政園; Zhuōzhèng Yuán)                    | 5,195 ha  | —                | 31°19′27.721″N 120°37′44.62″E / 31.32436694, 120.6290611   |
|        | 1997                 | 813-002    | Jardín Liuyuan o "jardín No se apresure" (留园/留園; Liú Yuán)                      | 2,331 ha  | —                | 31°18′56.2″N 120°35′33.515″E / 31.315611, 120.59264306     |
|        | 1997                 | 813-003    | Jardín del maestro de redes (网师园/網師園; Wǎngshī Yuán)                           | 0,54 ha   | —                | 31°17′52.66″N 120°38′2.418″E / 31.2979611, 120.63400500    |
|        | 1997                 | 813-004    | Villa de la montaña abrazada por la belleza (环秀山庄/環秀山莊; Huánxiù Shānzhuāng) | 0,218 ha  | —                | 31°18′37.937″N 120°36′48.251″E / 31.31053806, 120.61340306 |
|        | 2000                 | 813-005    | Pabellón de las olas azules (沧浪亭/滄浪亭; Cāng Làng Tíng)                         | 1,174 ha  | 16,362 ha        | 31°17′41.348″N 120°37′30.972″E / 31.29481889, 120.62527000 |
|        | 2000                 | 813-006    | Jardín de los leones (狮子林园/獅子林園; Shī Zǐ Lín Yuán)                           | 0,874 ha  | 4,79 ha          | 31°19′15.91″N 120°37′44.191″E / 31.3210861, 120.62894194   |
|        | 2000                 | 813-007    | Jardín de cultivo (艺圃/藝圃; Yì Pǔ)                                                | 0,38 ha   | 1,117 ha         | 31°18′46.922″N 120°36′33.786″E / 31.31303389, 120.60938500 |
|        | 2000                 | 813-008    | Jardín Ouyuan o Retiro de la Pareja (耦园/耦園; Ŏu Yuán)                            | 0,789 ha  | 3,039 ha         | 31°18′58.324″N 120°38′19.028″E / 31.31620111, 120.63861889 |
|        | 2000                 | 813-009    | Jardín Tuisiyuan (退思园/退思園; Tuìsī Yuán)                                        | 0,421 ha  | 1,531 ha         | 31°9′28.382″N 120°43′13.519″E / 31.15788389, 120.72042194  |